# 王樣戰隊帝王者VSDon Brothers
《國王戰隊帝王者 VS Don Brothers》是日本《超級戰隊系列》於2024年推出的VS劇場版，其中包括《國王戰隊帝王者》和《暴太郎戰隊Don Brothers》的演員陣容，兩大戰隊夢幻共演，於2024年4月26日在日本影院上映，並於2024年10月9日在DVD和Blu-ray上發行。
此外日本當地同步上映VS系列作《國王戰隊帝王者VS強龍者》。

## 概要
- 本作為《國王戰隊帝王者》和《暴太郎戰隊Don Brothers》的聯動劇場版，為東映VS系列第30作目。2024年4月26日開始於日本部分電影院期間上映。
- 本作的時間點位於《國王戰隊帝王者》本篇最終回以後。
- 本作繼《劇場版 騎士龍戰隊龍裝者VS魯邦連者VS巡邏連者》及《暴太郎戰隊Don BrothersVS全開者》後，為第三部沒有巨大戰的VS劇場版。

## 故事
帝王者和DONBROTHERS因意外全員身亡了。
在「死亡之國」，雙方都誤以為大家是敵人，在「死亡之國展開了戰鬥。
國王們和DONBROTHERS在「死亡之國」裏發生甚麼故事？

## 登場人物

### 《國王戰隊帝王者》
基拉·哈斯提／ 鍬形蟲王者
演：酒井大成

陽馬·加斯度／ 蜻蜓王者
演：渡邊碧斗

姬野·蘭／ 螳螂王者
演：村上愛花

李塔·卡尼斯卡／ 蝴蝶王者
演：平川結月

神樂崎·迪波斯基／ 胡蜂王者
演：佳久創

傑拉米·布拉希利／ 蜘蛛古莫諾斯
演：池田匡志

拉克萊斯·哈斯提
演：矢野聖人
基拉的哥哥。

### 《暴太郎戰隊Don Brothers》
桃井 太郎／ Don桃太郎
演：樋口幸平
猿原 真一／ 猿Brother
演：別府由來
鬼頭 遙／ 鬼Sister
演：志田琥珀
犬塚 翼／ 犬Brother
演：柊太朗
雉野 剛／ 雉Brother
演：鈴木浩文
桃谷 次郎／ Don龍悟空／ Don虎伏特
演：石川雷藏
 索諾妮
演：宮崎亞美紗
 索諾薩
演：高橋慎之介
 索諾伊
演：富永勇也
五色田 介人／ 全開凱撒BLACK
聲：駒木根葵汰

## 戰力
- Don王者皇冠 （ドンオージャクラウン）

外觀上與「王者皇冠」幾乎如出一徹，差別在於顏色基底為紅色。
- 黃金鍬形蟲王者 （ゴールドンクワガタオージャー）

- 黃金Don桃太郎 （ゴールドンモモタロオージャー）

## 外部連結
官方網站